# Habenaria falcicornis
Habenaria falcicornis är en orkidéart som först beskrevs av John Lindley, och fick sitt nu gällande namn av Harry Bolus. Habenaria falcicornis ingår i släktet Habenaria och familjen orkidéer.

## Underarter
Arten delas in i följande underarter:
- H. f. caffra
- H. f. falcicornis